# Cité de l'Abreuvoir
 (avril 2020).
Si vous disposez d'ouvrages ou d'articles de référence ou si vous connaissez des sites web de qualité traitant du thème abordé ici, merci de compléter l'article en donnant les références utiles à sa vérifiabilité et en les liant à la section « Notes et références ».
L'Abreuvoir est une vaste cité d’habitat social de 1 509 logements  édifiée par l’architecte Émile Aillaud sous la maîtrise d’ouvrage de l’Office public HLM interdépartemental de la Région parisienne, sur le territoire des communes de Bobigny et Drancy, dans la Seine-Saint-Denis  entre 1954 et 1958. L’ensemble de la cité est gérée par l'OPH Habitat de Seine-Saint-Denis.
Avec un secteur pavillonnaire au sud, elle forme le quartier Édouard-Vaillant – Abreuvoir, situé à l’est de la ville de Bobigny.
Elle accueille pour partie une population fragilisée et précarisée et elle est classée quartier prioritaire.
En 2008, par le biais de la DRAC d'Île-de-France, le ministère de la Culture a décerné à cet édifice le label « Patrimoine du XXe siècle ».

## Localisation

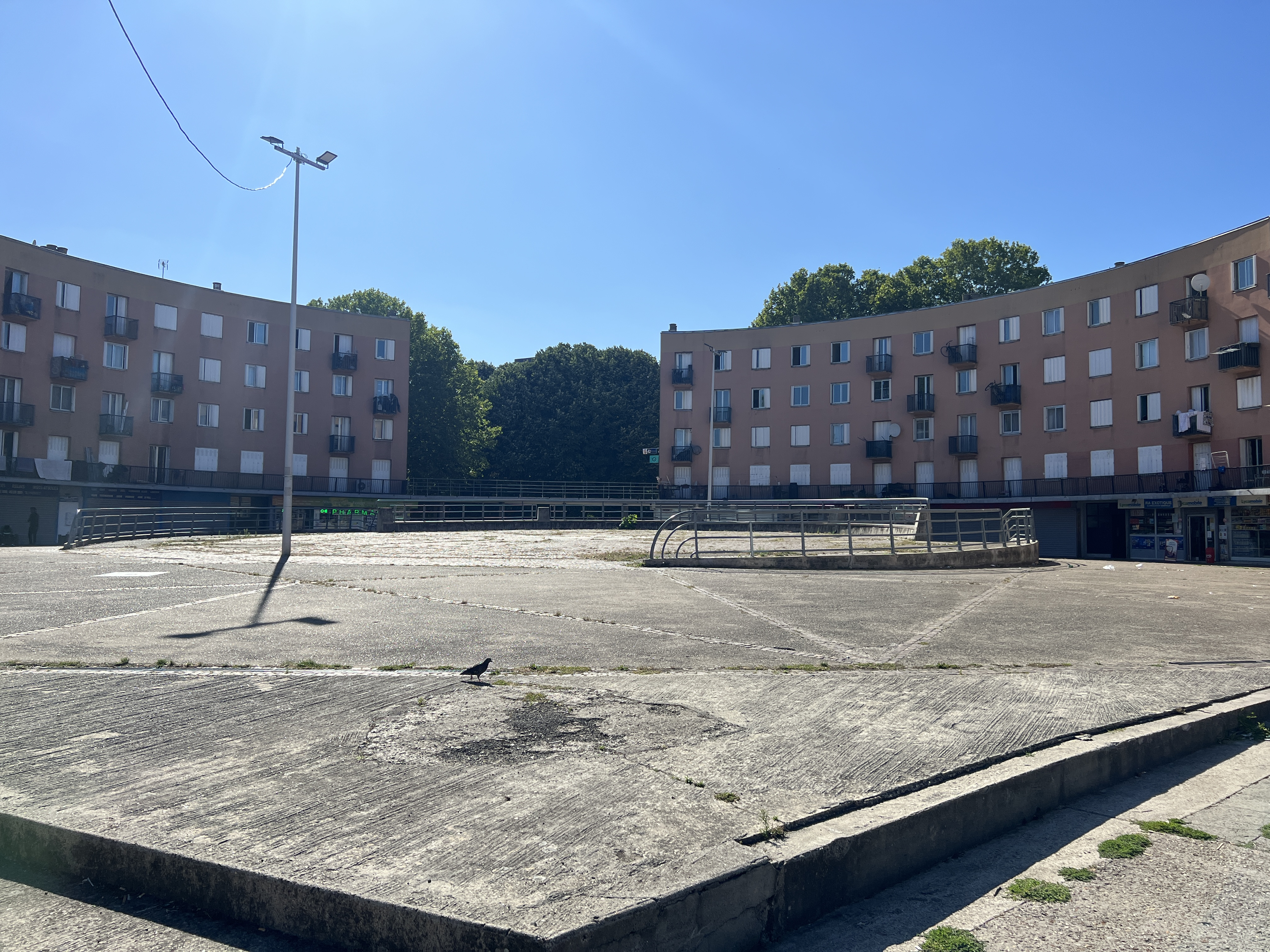
La place des Nations Unies, au cœur du quartier.

La cité de l'Abreuvoir se situe à l'est des villes de Bobigny et Drancy, est desservie par la RD 30, bordée par l’autoroute A3 au nord-est (avenue Édouard-Vaillant), la rue du Luxembourg, la rue de la Grande-Denise, la rue Robespierre et la rue de Vienne, et traversée par la rue de Téhéran. Quoique la majeure partie du quartier soit situé sur la commune de Bobigny, la frange de l'Abreuvoir sur les quartiers de Pradier et d'Amsterdam est placée sur le territoire de Drancy. 

### Le Mail, 9 secteurs

#### Organisation en secteurs
La cité de l'Abreuvoir est ensuite organisée en neufs sous-ensembles, appelés secteurs, petits groupements d’immeubles appelés à fonctionner ensemble, possédant des caractéristiques et une ambiance propres.
L'implantation des bâtiments et le traitement des façades varient selon les quartiers : elle peut être courbe (Nations-Unies) ou orthogonale (Pradier). Tous les immeubles sont exclusivement constitués de logements collectifs, sauf sur les secteurs des places de l'Europe et des Nations-Unies, où les rez-de-chaussée peuvent avoir une vocation commerciale. Enfin, la majeure partie des bâtiments sont construits au niveau du terrain naturel.

#### Le Mail
L’ensemble des secteurs de l'Abreuvoir est organisé autour d’un vaste espace herbeux, peu qualifié, d’un kilomètre de long. Cet espace qui se diffuse jusqu’à l’intérieur des secteurs qui lui sont contigus est communément appelé le mail en raison de sa localisation au cœur du quartier. 
Les aménagements du Mail demeurent encore aujourd’hui réduits, préservant cette respiration majeure au cœur de la cité. En plus des cheminements, organisés ou spontanés, qui la sillonnent.

#### Cinq secteurs de bâtiments courbes
Cinq secteurs sont composés de bâtiments courbes colorés : Luxembourg, la place des Nations-Unies, Oslo et Amsterdam.

##### Luxembourg
Le secteur est constitué d'immeubles en forme de serpentin qui entourent les tours en forme d'étoile et de rond.

##### Les Nations-Unies
Deux immeubles qui entourent une placette qui occupe des activités commerciales. 

##### Oslo
Le secteur est constitué d'un immeuble en forme de serpentin qui longe le mail. On y retrouve un terrain de foot et le centre PMI du quartier. 

##### Amsterdam
Deux immeubles sont disposés en formant des courbes de couleur rose et un immeuble droit ayant la forme d'être découpé en plusieurs. 

##### L'Europe
Des immeubles en forme de serpentin qui longent la rue d'Athènes et rejoignent la rue de Lille. On y retrouve des commerces sur la place de l'Europe avec un immeuble bas 2 étages en forme d'étoile.

#### Quatre secteurs de bâtiments droits
Quatre autres quartiers sont composés de bâtiments droits.

##### Pradier
Des immeubles sont disposés autour d'un espace vert. 

##### Les Équerres
À l'est de la cité, les équerres forment un ensemble d'immeubles formant un labyrinthe.

##### Beyrouth
C’est un ensemble d'immeubles situé plus à l'écart, au sud du quartier avec des immeubles droits de couleur rose et verte.

##### Helsinki
Au nord-est de la cité, situé près du grand mail. C'est un ensemble d'immeubles bas en forme d'étoile.

### Vivre à l'Abreuvoir

#### Situation économique
Comme l'atteste son classement en zone urbaine sensible (fondé sur l’analyse d’indicateurs statistiques socio-économiques), l'Abreuvoir concentre une population en difficulté économique. En 1999, le taux de chômage sur la cité était de 24,2 % tandis que le taux de chômage des jeunes (19-25 ans) atteignait 40,8 %. 

#### Offre commerciale
Lors de l’édification de la cité, deux pôles commerciaux avaient été prévus pour desservir l'Abreuvoir: la place de l’Europe et la place des Nations-Unies (par ordre croissant d’importance). Il s’agissait à chaque fois de commerces de proximité destinés à la clientèle de la cité, implantés en rez-de-chaussée de bâtiments d’habitation. 
Néanmoins, il faut signaler la tenue d’un important marché sur la Place du Marché tous les jeudis et dimanches.